# گئورک آساطریان
گئورگ آساطریان (ارمنی: Գևորգ Ասատրյան؛ زادهٔ ۱۹۵۵ میلادی)، نویسنده، ایران‌شناس، مترجم، مدرس دانشگاه و روزنامه‌نگار اهل ارمنستان است. به همت وی آثار نویسندگان معاصر ایرانی در کتاب‌های درسی ارمنستان منتشر شده‌است. وی رئیس کرسی ایران‌شناسی دانشگاه دولتی ایروان نیز می‌باشد.

## زندگی
در ۱۹۵۵م (۱۳۳۴ش) در تهران متولد شد. پس از اتمام تحصیلات ابتدایی، در مدرسه نائیری محله زرکش تهران، در ۱۲–۱۳ سالگی همراه والدینش به ارمنستان شوروی مهاجرت کرد و در شهر لنیناکان (گیومری فعلی)، ساکن شد. او سال‌ها بعد، در آن شهر به معرفی ادبیات معاصر و گاه کلاسیک فارسی روی آورد.
وی علاوه بر این که خبرنگار است و قریب ۴۰ سال است که در روزنامه‌ها و خبرگزاری‌ها و صدا و سیمای ارمنستان فعالیت می‌کند حدود ۲۵ سال است کتاب ترجمه می‌کند. آساطریان تا به‌حال کتاب‌های زیادی را از فارسی به زبان ارمنی ترجمه کرد.
«زیبا صدایم کن» نوشته فرهاد حسن‌زاده از جمله آثاری است که از سوی گئورک آساطریان به زبان ارمنی ترجمه و منتشر شد. وی به عنوان نامزد نهایی دومین «جایزه جهانی ترجمه ایران» برای ترجمه کتاب «زیبا صدایم کن» اثر فرهاد حسن‌زاده معرفی شد و برای شرکت در مراسم پایانی این رویداد فرهنگی به ایران سفر کرد.

## ترجمه‌ها از فارسی به ارمنی
برخی از آثار وی عبارتنداز«علاقه ارمنی‌ها به ادبیات ایران». ایسنا.:
- داستان‌های کلیله و دمنه[۳][۴][۵]
- نمایشنامه خرمگس نوشته علی عابدی
- نمایشنامه دیوار نوشته علیرضا نادری
- مثل همه عصرها (hy) نوشته زویا پیرزاد[۶]
- یک روز مانده به عید پاک نوشته زویا پیرزاد[۶]
- ۳۰ داستان کودک از نویسندگان مختلف مانند نادر ابراهیمی،
- نمایش‌نامه روایت عاشقانه‌ای از مرگ در ماه اردیبهشت نوشته محمد چرمشیر
- مجموعه داستان‌های احمدرضا احمدی، هوشنگ مرادی کرمانی، محمدرضا یوسفی و…
- داستان‌های عامیانه ایرانی (گردآوری و ترجمه صد قصه ایرانی به زبان ارمنی)

## جوایز
آساطریان در سال ۲۰۱۲ در نوزدهمین دوره کتاب سال جمهوری اسلامی ایران در بخش بین‌الملل توانست جایزه را برای تألیف کتاب «قصه‌های عامیانه فارسی» به زبان ارمنی دریافت کند.